# ماك باول
ماك باول (بالإنجليزية: Mac Powell)‏ هو مغن مؤلف ومغني أمريكي، ولد في 25 ديسمبر 1972 في كلانتون في الولايات المتحدة.

## وصلات خارجية
- ماك باول على موقع IMDb (الإنجليزية)
- ماك باول على موقع ميوزك برينز (الإنجليزية)
- ماك باول على موقع ديسكوغز (الإنجليزية)
- ماك باول على موقع قاعدة بيانات الفيلم (الإنجليزية)